# Bonhams
Cet article possède un paronyme, voir Bonham.
Bonhams est une maison de ventes aux enchères britannique fondée à Londres en 1793. C'est l'une des dix principales maisons de ventes aux enchères mondiales. Elle compte aujourd'hui plus de 800 employés et a réalisé en 2013 un chiffre d'affaires de 947 millions de dollars.

## Historique
Bonhams a été fondé en 1793 lorsque Thomas Dodd, un marchand de gravures anciennes, et Walter Bonham, un spécialiste du livre, se sont associés. La société se développe et dans les années 1850, elle propose à la vente toutes sortes d'antiquités incluant la joaillerie, la porcelaine, le mobilier, les armes et armures ainsi que les vins. Après la Seconde Guerre mondiale, au début des années 1950, la famille Bonham achète un terrain à Knightsbridge, un quartier de luxe du centre de Londres, et fait construire une salle des ventes sur Montpelier Street.
En 2000, Bonhams devient Bonhams & Brooks lorsque Robert Brooks et sa maison de ventes achète Bonhams. Brooks Auction avait été fondé en 1989 par cet ancien directeur du département d'automobiles de Christie's et sa maison s'était spécialisée dans la vente de voitures de collection. Brooks continue alors ses acquisitions avec l'idée de créer une nouvelle maison de ventes internationales. Ainsi, en 2001, Bonhams & Brooks fusionne avec Phillips Son & Neale pour former une société anglaise qui porterait dorénavant le nom de Bonhams - en acquérant un peu plus de la majorité de Phillips UK. Phillips à cette époque fusionne avec le Cabinet de Pury & Luxembourg qui devient Phillips de Pury and Company et concentre ses activités aux États-Unis.
Le siège social de Phillips Son & Neale était au 101 New Bond Street et l'immeuble devint le quartier général de la nouvelle société Bonhams. Le bâtiment comprend un ensemble de sept propriétés différents, ce qui lui vaut le surnom de « Dickensian rabbit warren » (« labyrinthe de lapins dickinsonien »). Le premier des bâtiments acquis fut le Blenstock House, une étonnante construction Art déco à l'intersection de Blenheim Street et de Woodstock Street. Phillips racheta les rez-de-chaussée et sous-sol en juillet 1939, et progressivement s'empara des étages supérieurs jusqu'à ce que l'ensemble de l'immeuble devienne sa propriété en 1974. Dans les années 1980, elle acquit les locaux du 101 New Bond Street. C'est alors qu'un programme ambitieux de rénovation fut conduit par Clare Agnew quand Bonhams déménagea dans ces lieux.
Les acquisitions continuent et en 2002, Bonhams rachète à eBay la plus grande maison de ventes de la côte Ouest des États-Unis, Butterfields & Butterfields, qui avait été fondée en 1865. Bonhams changea le nom de la filiale américaine Butterfields pour l'appeler Bonhams et Butterfield, et Malcolm Barber, anciennement à Brooks Auction, en devint le Pdg. Cependant, Bonhams conserve le nom de la société en dehors du territoire américain.
À la fin de l'année 2003, Bonhams organisait plus de 700 ventes annuelles, employait plus de 600 employés, et son chiffre d'affaires s'établissait à 304 millions de dollars. Le réseau mondial de la société comprenait deux salles de ventes à Londres, neuf filiales en Angleterre, et des salles de ventes en Suisse, à Monaco, en Allemagne, aux États-Unis (San Francisco, Los Angeles) et à Sydney (Bonhams et Goodmans). Bonhams & Butterfields a organisé sa première vente sur la côte ouest avec la dispersion des voitures de collection et le mobilier de Edwin C. Jameson du Massachusetts.
Durant l'année 2005, Bonhams continue à développer sa présence aux États-Unis en acquérant une salle de ventes sur Madison Avenue à New York. La société s'agrandit aussi en Europe avec l'ouverture d'un bureau à Paris en juin 2005, avec comme commissaire-priseur habilité maître Guiseppi. Elle obtient son agrément auprès du Conseil des ventes en 2007. En octobre 2005, elle reprend sa complète indépendance en rachetant les 49,9 % des actions jusqu'alors détenues par la maison de luxe française, LVMH. Cette même année, Bonhams lance un magazine : trimestriel, il a une ligne éditoriale de fond axée sur l'art avec de nombreux articles de conservateurs, marchands, critiques (i.e. Matthew Collings et Brian Sewell), experts et collectionneurs.
En 2007, Bonhams ouvre un bureau à Dubaï dans une coentreprise avec la famille de l'ancien ambassadeur émirati en Angleterre, Mohammed Madhi Al Tajir. Cette même année, Bonhams ouvre un nouveau bureau à Hong Kong pour développer son marché en Asie. Les ventes à Hong Kong attirent en effet une clientèle large de toute l'Asie du Sud-Est, dont la Chine, le Japon, l'Inde, la Corée du Sud, l'Indonésie et Singapour. À la fin de cette année 2007, le chiffre d'affaires de Bohams est de 600 millions de dollars pour le monde.
En mars 2008, Bonhams New York déménage dans de nouveaux locaux situés à l'angle de la 57e rue et de Madison Avenue, dans le fameux gratte-ciel d'IBM, en lieu et place de l'ancien musée Dahesh. La vente inaugurale propose du mobilier du XXe siècle et des arts décoratifs.
En 2009, Bonhams annonce qu'il est le leader du marché dans dix catégories en Angleterre et ce, pour la première fois. La société domine dorénavant les spécialités suivantes : antiquités, armes et armures, design pré-1945, céramiques, horlogerie, verre, joaillerie, art japonais et miniatures, ce qui en fait la plus ancienne maison de vente aux enchères d'art et d'antiquités toujours détenues par des Anglais. Durant 2009, ces départements ont vendu sur le marché intérieur plus en valeur que n'importe quelle autre maison de ventes. Depuis 2010, ses départements de maîtres anciens, d'art impressionniste et moderne s'étoffent. En 2011, un nouveau département d'art contemporain est créé à Londres.
Au printemps 2011, la maison annonce d'importants travaux de rénovation dans son siège social de New Bond Street, faisant appel au cabinet d’architectes Lifschutz Davidson Sandilands. La façade de l’immeuble sera conservée, mais l’intérieur entièrement redessiné avec trois salles modulables de grande hauteur sous plafond, permettant de créer des espaces en étage pour suivre discrètement les ventes pour les clients souhaitant garder l'anonymat. Les locaux, qui comprennent un café et des espaces d'exposition accessibles au public, ont ouvert leurs portes en octobre 2013.
En 2021 et 2022, Bonhams a réalisé un grand nombre d'acquisitions importantes qui forment désormais le réseau Bonhams. Il s'agit notamment de : Bukowskis, Bruun Rasmussen, Bonhams Skinner, Bonhams Cornette de Saint Cyr et The Market by Bonhams.
Ce réseau englobe 14 salles de vente dans le monde : Royaume-Uni : New Bond Street, Londres ; Knightsbridge, Londres ; Édimbourg ; Écosse. États-Unis : New York, Los Angeles, Boston, Marlborough. Hong Kong : Admiralty. France : Avenue Hoche, Paris. Belgique : Bruxelles ; Danemark : Copenhague. Suède : Stockholm et Australie : Sydney et Melbourne.
Avec un réseau mondial de 34 bureaux et de représentants régionaux dans 22 pays, Bonhams propose conseils et estimations dans plus de 60 domaines spécialisés et a réalisé un résultat de 1 142 000 000 $ en 2023 avec 997 ventes (395 ventes aux enchères; 602 ventes en ligne).
Pour obtenir la liste complète des ventes aux enchères à venir, ainsi que des informations sur les départements spécialisés de Bonhams, veuillez consulter le site suivant : bonhams.com
Lire l'article dans Collect

## Autres
Avec Christie's et des compagnies d'assurance, Bonhams est actionnaire de la société Art Loss Register, une base de données implantée à Londres, destinée à retrouver les œuvres volées.
La société Bonhams en France et en Belgique est désormais appelée Bonhams Cornette de Saint Cyr dirigée par Arnaud Cornette de Saint Cyr.

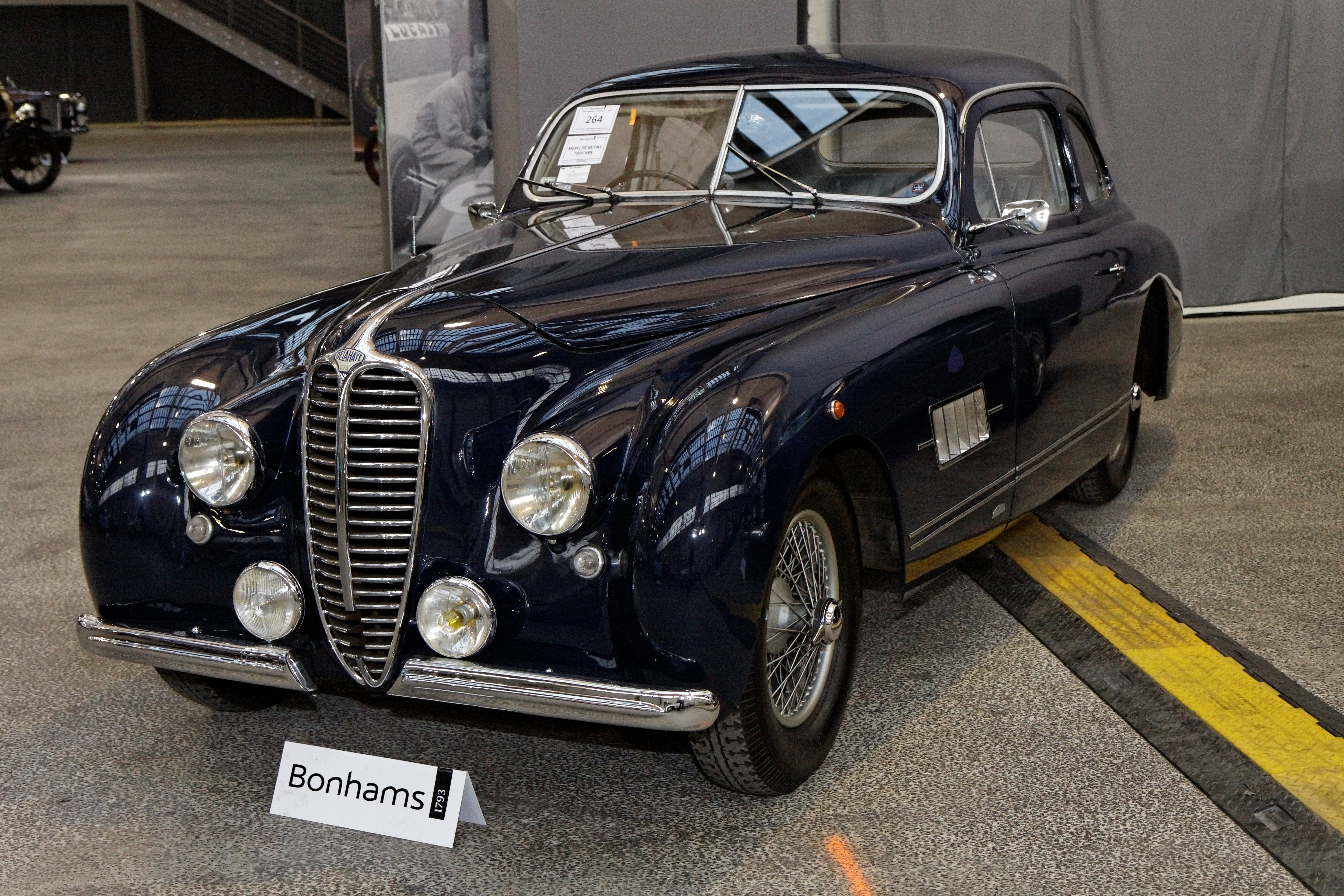
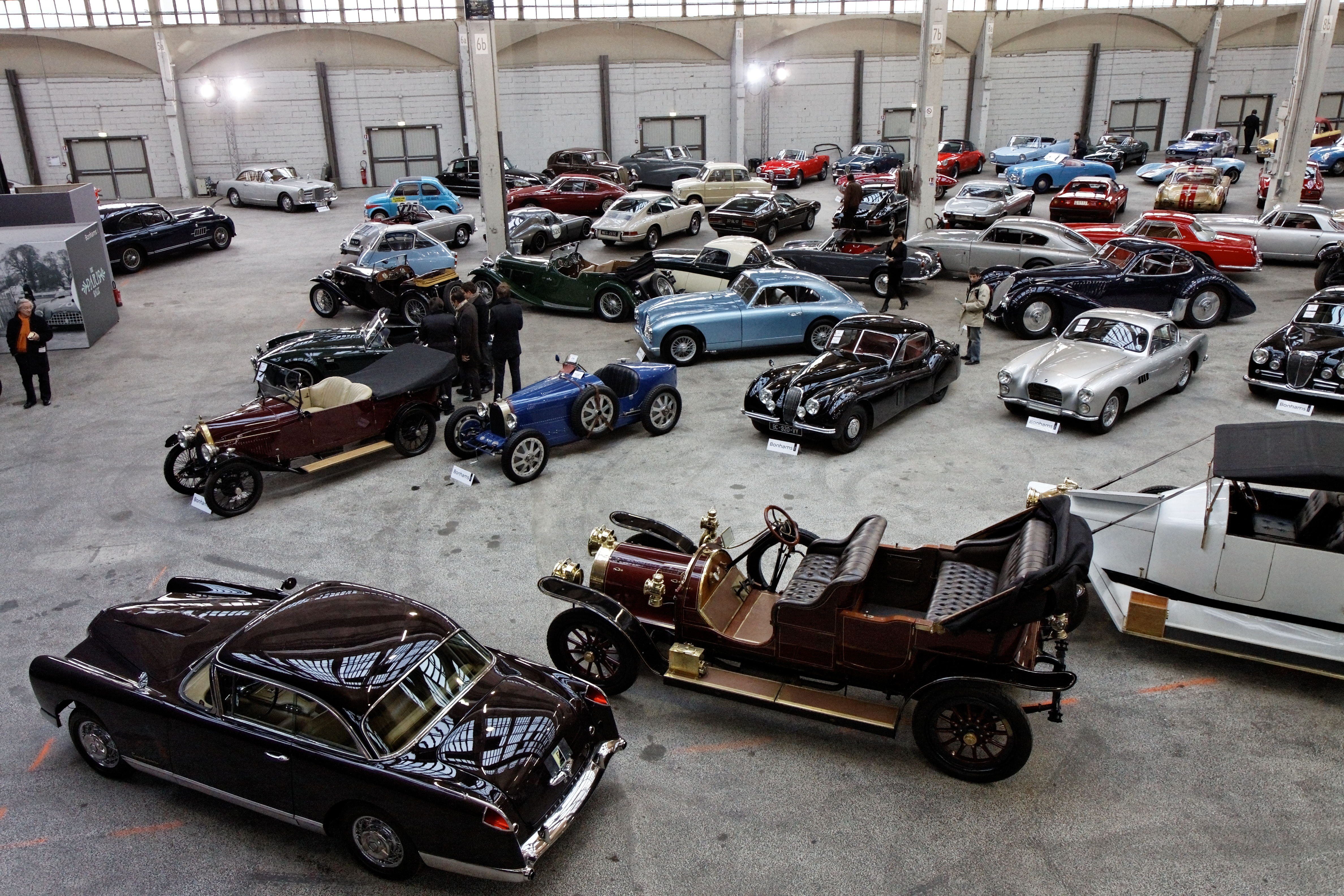
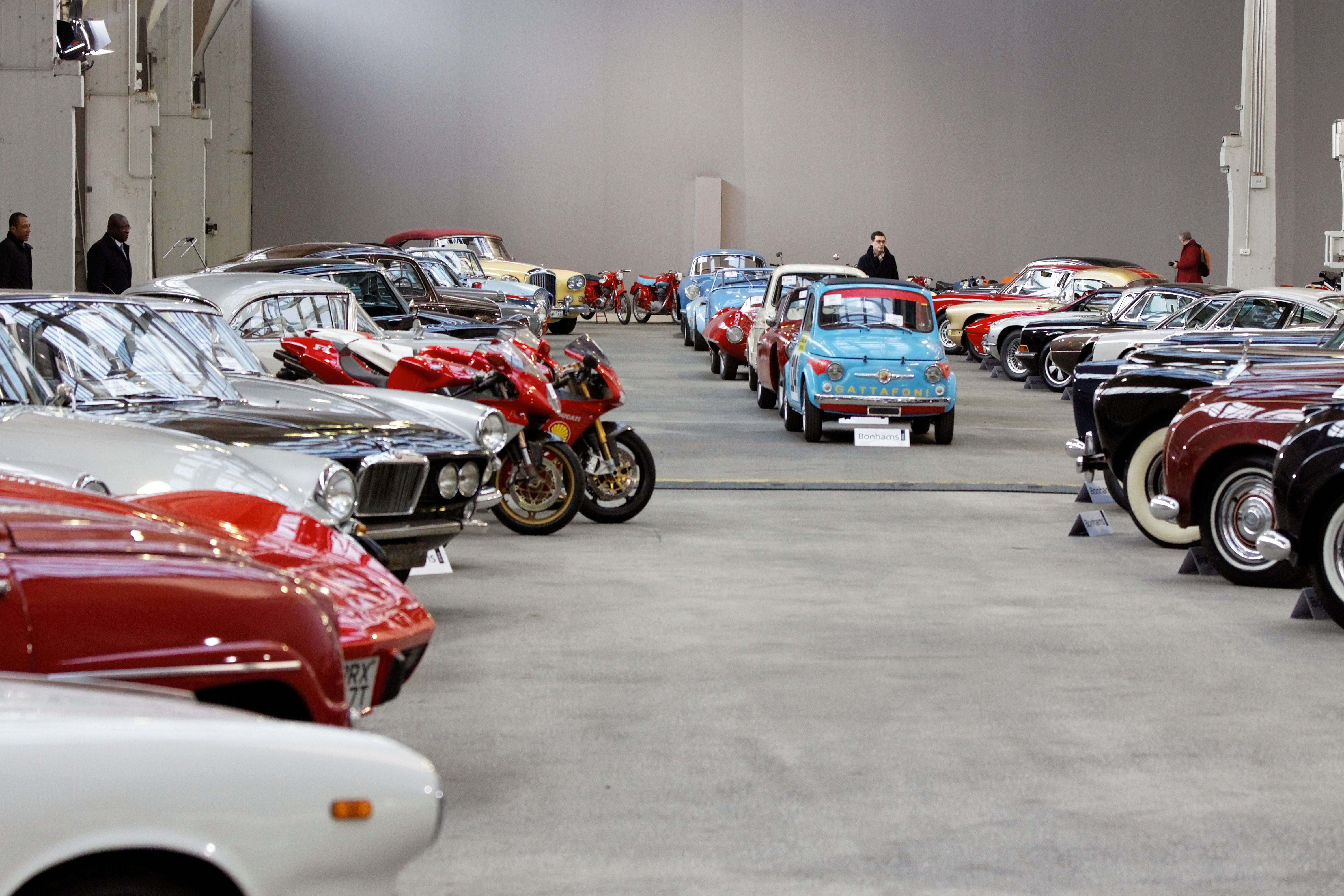